# Thyrestra hyalophora
Thyrestra hyalophora är en fjärilsart som beskrevs av George Francis Hampson 1897. Thyrestra hyalophora ingår i släktet Thyrestra och familjen nattflyn. Inga underarter finns listade i Catalogue of Life.